# Jetée ouest de Brighton
Ne doit pas être confondu avec la jetée de Brighton
Pour les articles homonymes, voir Pier.
La jetée ouest de Brighton (en anglais : West Pier) est une jetée aménagée et située devant la plage de Brighton en Angleterre.

## Historique

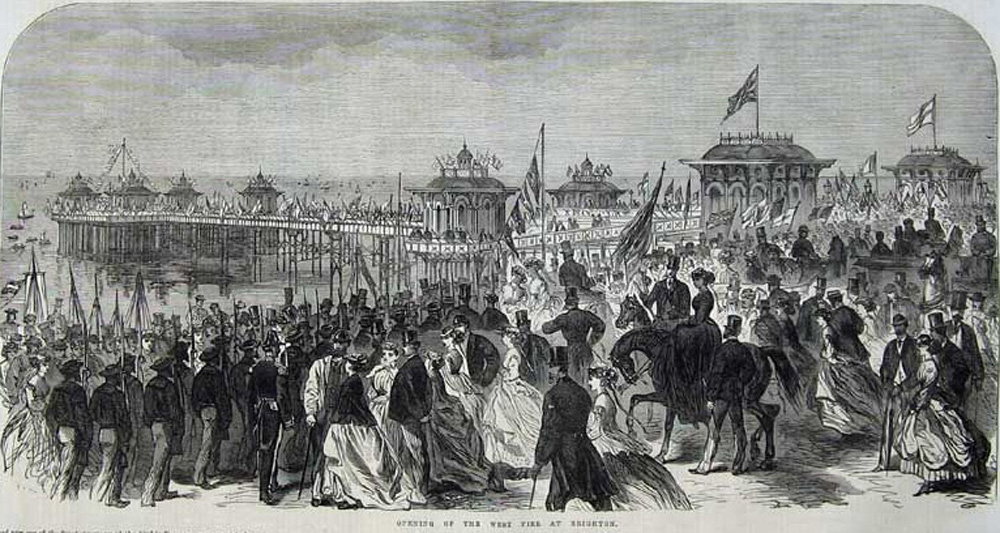
Inauguration de la jetée ouest de Brighton en 1866 dans l'Illustrated London News.

La jetée ouest de Brighton est construite en 1866 par Eugenius Birch (en) et est constituée de trois parties reliées par passerelle, une tête de jetée en forme de petit pavillon rond, une salle de concert construite en 1866 et un grand pavillon avec un théâtre édifié en 1893 à l'extrémité de la jetée. En 1932 est rajouté un pont d'accès surélevé. La jetée devient un monument classé de grade I (Grade I listed building) le 9 octobre 1969. En 1975, elle est fermée au public pour raisons de sécurité dans l'attente d'être rénovée. Elle est, avec la jetée de Clevedon (Clevedon Pier), l'une des deux jetées classées monument historique de grade I au Royaume-Uni.

## Destruction de la jetée
Fermée en 1975, la jetée ouest de Brighton s'est dégradée au fil des ans, les travaux de rénovation se faisant attendre. Le 29 décembre 2002 au cours d'une tempête, la passerelle reliant les deux blocs principaux s'effondre dans la mer puis le 20 janvier 2003 la salle de concert à son tour s'effondre partiellement.
Le 28 mars 2003, le pavillon est en proie à un incendie que les pompiers sont impuissants à éteindre faute d'accès direct au bâtiment.
Le 11 mai 2003, un deuxième incendie se déclare sur la gauche de la salle de concert. 
Le 23 juin 2004, des vents violents provoquent l'effondrement total de la salle de concert. Au printemps 2006, le West Pier Trust annonce un nouveau plan de restauration de la jetée ouest, associé à l'édification d'une tour d'observation de 183 m de haut nommée la Tour i360. Le dernier projet de reconstruction de la jetée étant donné son coût jugé trop élevé a été abandonné.
Début février 2014, un gros fragment de la structure métallique restante s'effondre dans la mer sous l'effet d'une tempête.

## Galerie

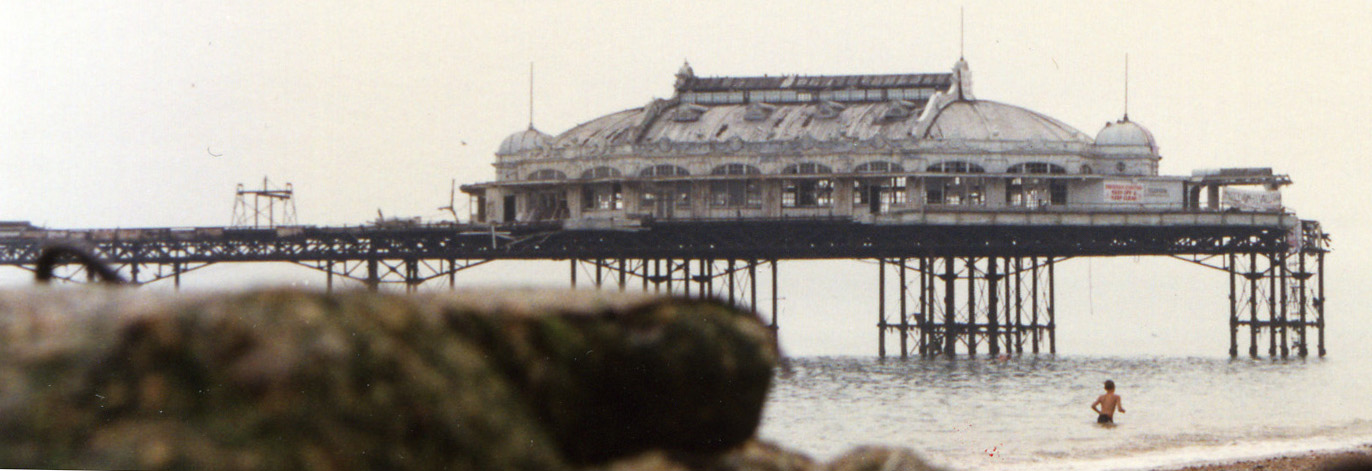
La salle de concert de la jetée ouest avant sa destruction.

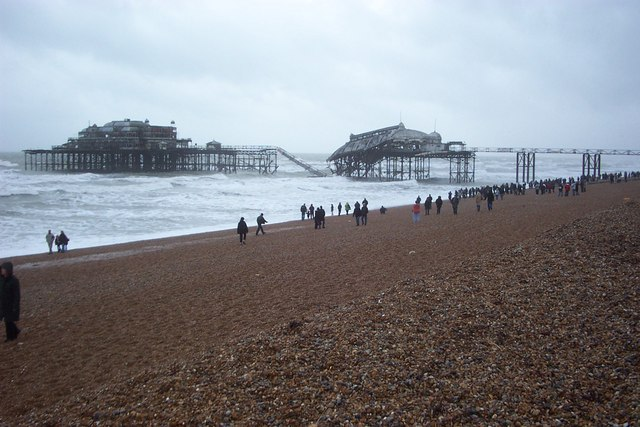
Effondrement de la passerelle en décembre 2002.
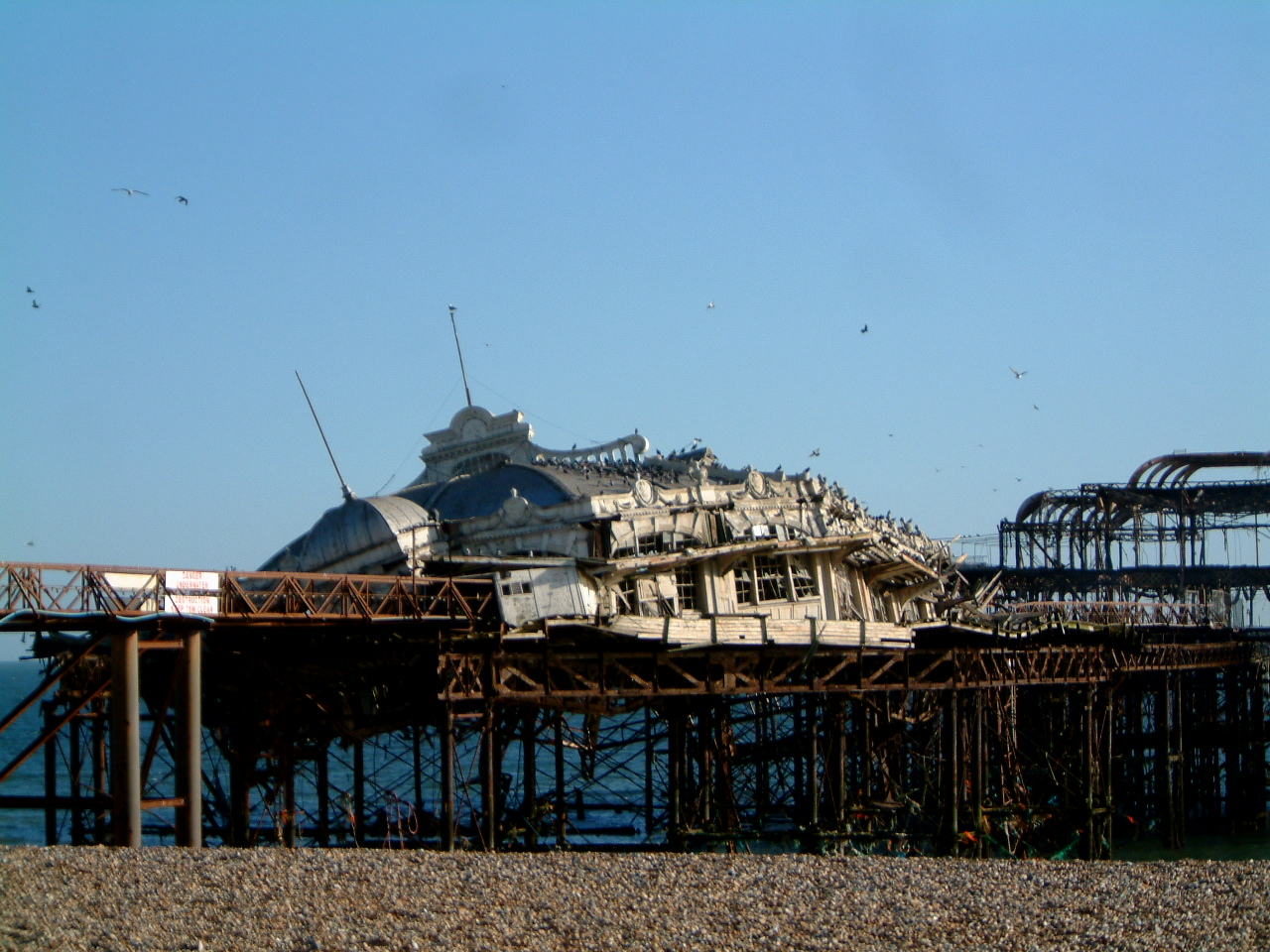
Effondrement partiel de la salle de concert en 2003.
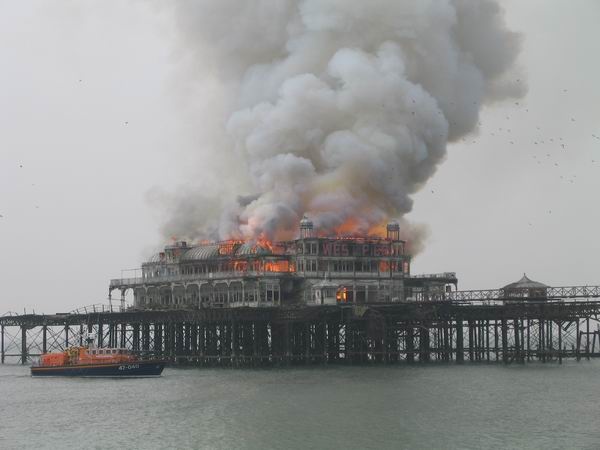
Le pavillon en flammes en mars 2003.
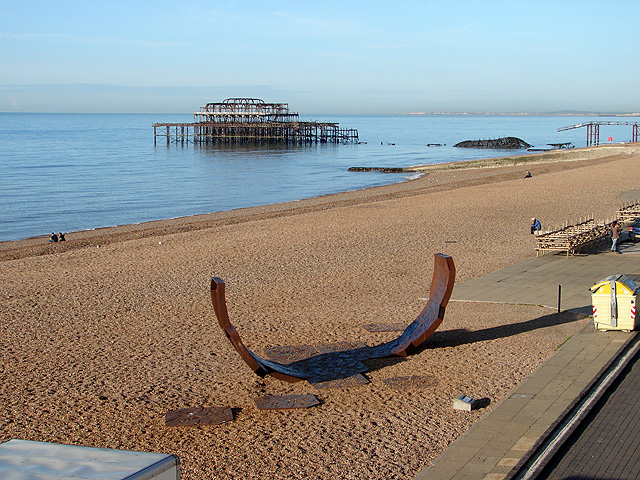
La jetée ouest en ruines.
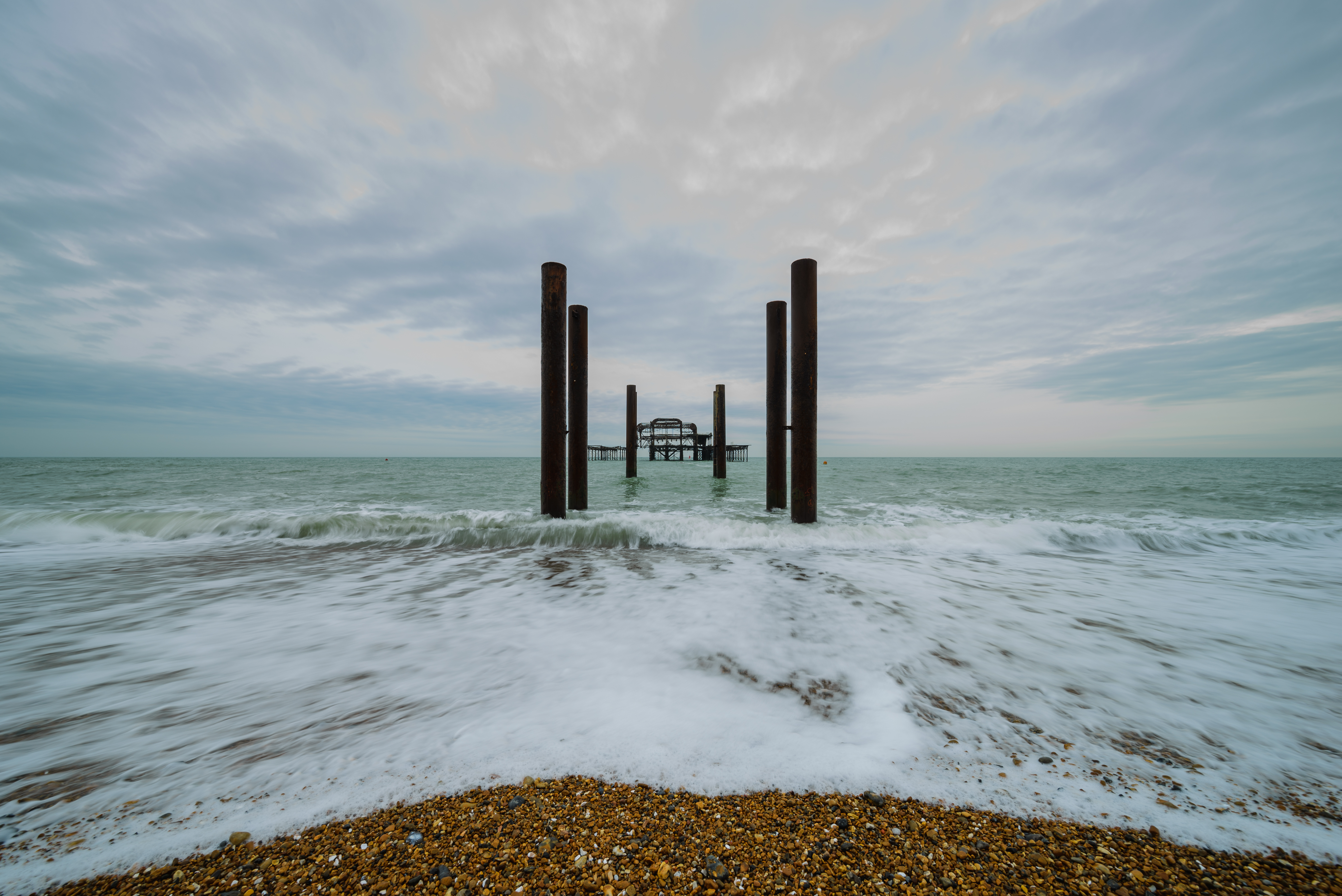
Vue sur les restes de la passerelle en mars 2017.
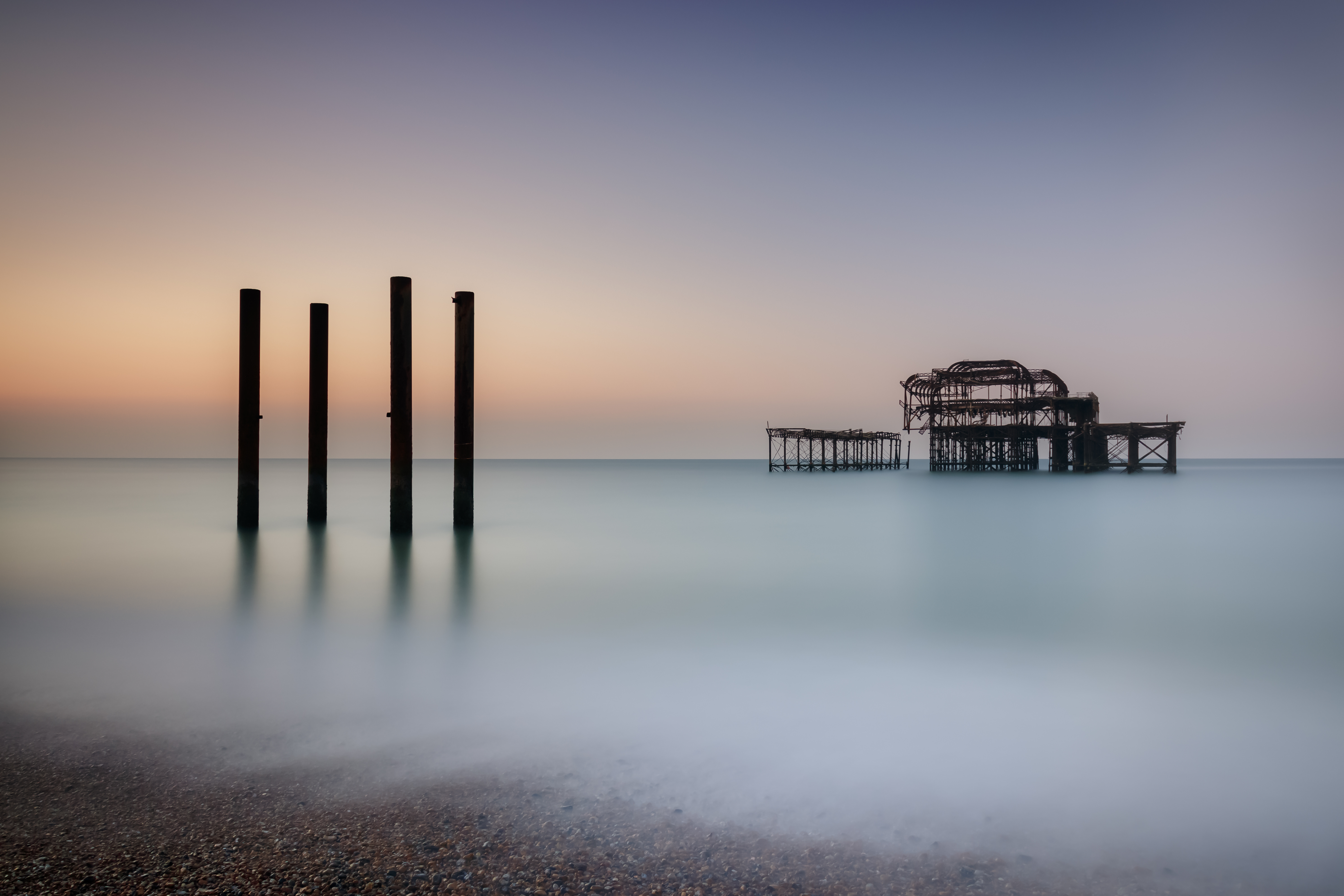
Vue sur le pavillon en février 2018.